# Högholmen (vid Kejvsalö, Lovisa)
För andra betydelser, se Högholmen (olika betydelser).
Högholmen är en ö i Finland. Den ligger i Finska viken och i kommunen Lovisa i den ekonomiska regionen  Lovisa i landskapet Nyland, i den södra delen av landet. Ön ligger omkring 72 kilometer öster om Helsingfors.
Öns area är 0,5 hektar och dess största längd är 100 meter i sydöst-nordvästlig riktning.